# Ipertermia maligna

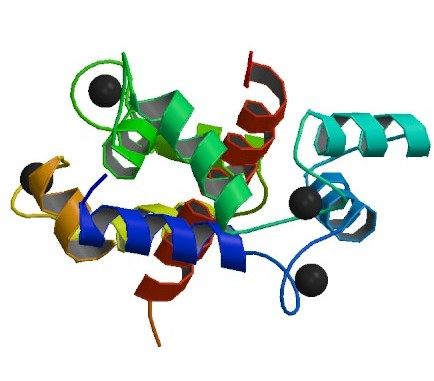
Recettore per la rianodina 1

L'ipertermia maligna è una rara malattia ereditaria dovuta alla mutazione di un gene mappato nel cromosoma 19, trasmessa per via autosomica dominante.
Nella vita quotidiana i portatori della mutazione sono del tutto asintomatici, e ciò rende molto difficile la loro individuazione. La malattia si manifesta solamente in occasione di interventi chirurgici come grave reazione ad alcune classi di farmaci usati per l'anestesia generale, come i gas alogenati (alotano) ed i bloccanti neuromuscolari depolarizzanti, in particolare la succinilcolina. Questa condizione è potenzialmente letale: provoca un aumento incontrollato del metabolismo ossidativo del tessuto muscolare, che supera la capacità dell'organismo di fornire ossigeno e smaltire anidride carbonica, portando alla fine a un collasso cardiocircolatorio e alla morte del paziente.
È una canalopatia ereditaria dovuta solitamente alla mutazione del gene per il recettore della rianodina Ryr1 presente nei muscoli scheletrici (ma sono stati individuati altri cinque geni le cui mutazioni causano canalopatie analoghe). Ryr1 in presenza dei tipi di anestetici citati viene attivato con rilascio di calcio, e ciò porta ad una massiccia e generalizzata contrazione muscolare, con un aumento della temperatura corporea fino a 46 °C. L'ipertermia maligna è stata correlata con alcune miopatie congenite, soprattutto la miopatia congenita central core.
Gli accertamenti preoperatori non possono in alcun modo individuare un soggetto ipertermico in modo certo: l'unico modo per fare ciò è il test caffeina alotano, una procedura invasiva che prevede una biopsia muscolare, eseguita in genere quando un paziente ha la reazione e si salva. I sintomi sono rigidità e contrattura muscolare, seguita da aumento del consumo di ossigeno e di produzione di anidride carbonica (ipercapnia), tachicardia, acidosi metabolica e un aumento della temperatura corporea che può arrivare a +2° ogni ora. Si ha rabdomiolisi, cioè danno del tessuto muscolare, dimostrato dalla colorazione rosso-marrone delle urine, e alterazione dell'equilibrio degli elettroliti.

## Epidemiologia
L'incidenza della malattia è stata calcolata fra 1:4 500 e 1:60 000 casi di anestesia generale.

## Trattamento

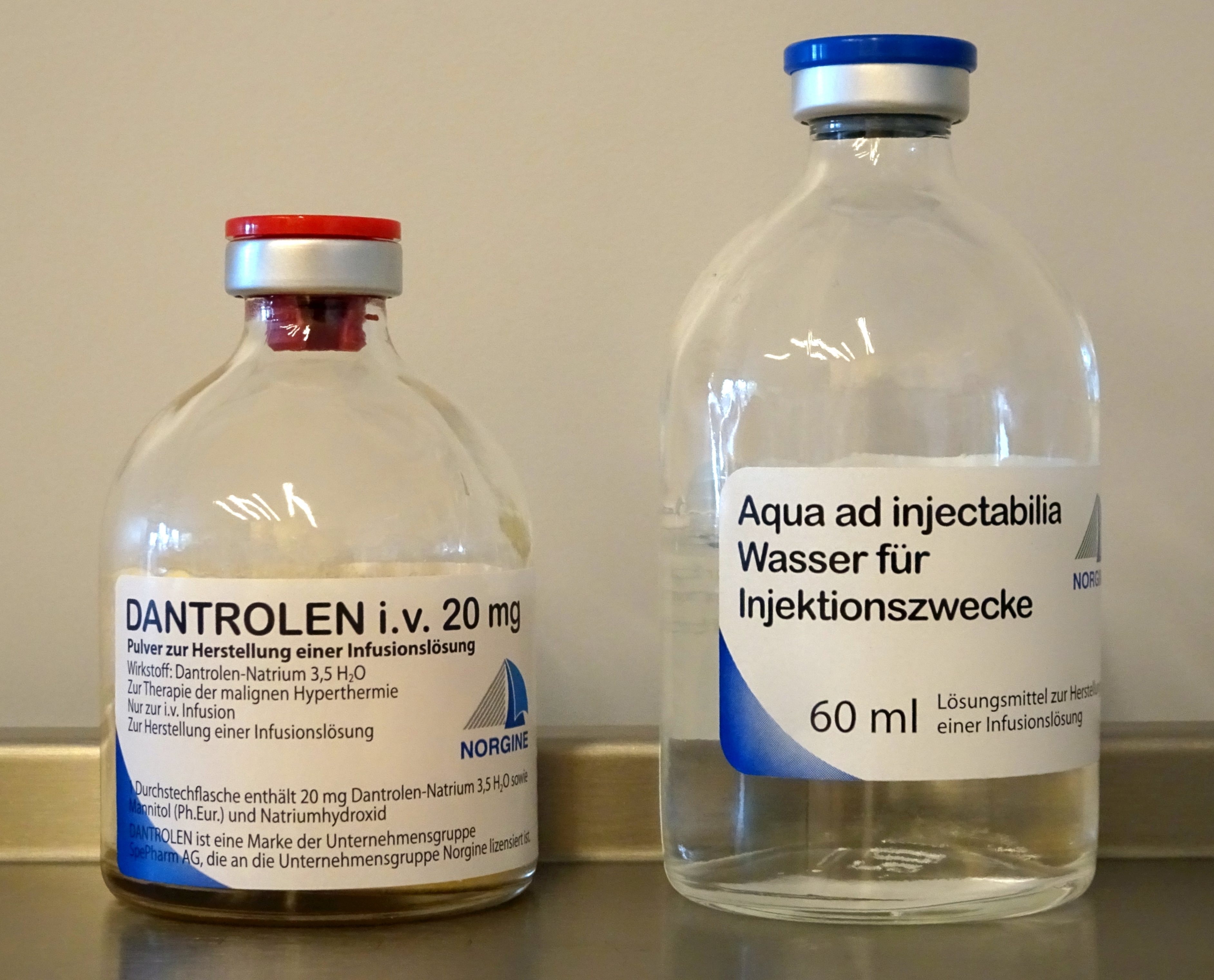
Flacone di Dantrolene 20 mg e flacone di acqua per preparazioni iniettabili

Il trattamento dell'ipertermia maligna prevede il blocco della erogazione della miscela anestetica e la somministrazione per via endovenosa del farmaco denominato Dantrolene, che agisce inibendo il rilascio del Ca2+ da parte del reticolo sarcoplasmatico, con conseguente rilassamento muscolare, riduzione di produzione di calore e riduzione della rabdomiolisi; inoltre si provvede al tempestivo raffreddamento del paziente con coperte raffreddanti oppure con ghiaccio o soluzione salina ghiacciata sterile direttamente nella cavità operatoria, quando ciò è possibile.